# Model 89
Model 89 — румынская 122-мм полковая самоходная гаубица.

## История создания
САУ Model 89 была разработана по заказу румынских вооружённых сил в 1980-х годах под специфику использования советской военной техники в румынской армии. Серийное производство САУ начато в 1989 году. Боевое отделение изготавливалось в Болгарии. Кроме Румынии САУ Model 89 больше никуда не поставлялась. Всего за годы производства было изготовлено 42 машины.

## Описание конструкции

### Броневой корпус и башня
САУ Model 89 представляет собой модификацию 122-мм самоходной гаубицы 2С1 «Гвоздика». Боевое отделение 2С1 установлено на шасси боевой машины пехоты MLI-84 румынского производства. Корпус шасси сварен из броневых катанных стальных листов и обеспечивает защиту экипажа от пуль и мелких осколков снарядов. Компоновка машины идентична САУ 2С1. В передней части корпуса расположено моторно-трансмиссионное отделение и отделение управления. В средней и задней части корпуса находится боевое отделение. В боевом отделении установлен поворотный колпак с орудием 2А31, полностью заимствованный от САУ 2С1.

### Вооружение
Основным вооружением САУ 2С1 является 122-мм гаубица 2А31. Орудие полностью унифицировано по баллистическим характеристикам и используемым боеприпасам со 122-мм буксируемой гаубицей Д-30. Максимальная дальность стрельбы осколочно-фугасным снарядом составляет 15,3 км, дополнительно возможна стрельба активно-реактивным снарядом на дальность до 21,9 км. Возимый боекомплект — 40 выстрелов.

### Двигатель и трансмиссия
В Model 89 установлен V-образный 8-цилиндровый дизельный двигатель 1240 V8DTS мощностью 360 л.с..

### Ходовая часть
Ходовая часть представляет собой модифицированное шасси Боевой машины пехоты MLI-84, выполненной на базе советской БМП-1. Ходовая часть состоит из семи пар обрезиненных опорных катков и трёх пар поддерживающих. В задней части машины находятся направляющие колёса, в передней — ведущие. Подвеска — индивидуальная торсионная. Для преодоления водных преград вплавь, в корме корпуса установлены два водомёта.

## Операторы
- Румыния — 34 единицы Model 89 на вооружении по состоянию на 2024 год[2]